# Hausmeister Krause – Ordnung muss sein
Hausmeister Krause – Ordnung muss sein ist eine deutsche Comedy-Fernsehserie, die von 1999 bis 2010 mit Tom Gerhardt in der Titelrolle von Sat.1 ausgestrahlt wurde.
Die Serie parodiert das deutsche Spießbürgertum. Dieter Krause verkörpert diesen Charakterzug, denn er ist überaus sauber, ordnungsliebend, denunziantisch, neugierig, stets auf seinen eigenen Vorteil bedacht, zu höher gestellten Personen unterwürfig und zu Untergebenen und Schwächeren brutal und ungerecht.
Viele Handlungselemente, wie zum Beispiel ständige Verwechslungen, Missgeschicke und Missverständnisse, entstammen dem Boulevardtheater. Die Figuren der Serie sind an Tom Gerhardts Film Voll normaaal angelehnt und tragen dieselben Namen, entsprechen ihnen aber nicht vollkommen. In Voll normaaal spielte Tom Gerhardt sowohl Dieter Krause als auch dessen Sohn Tommie, der nun von Axel Stein verkörpert wird. Carmen wird von Janine Kunze gespielt. Andere Figuren aus Voll normaaal wie Tommies Freund Mario sind aber nur noch Randfiguren und auch der Handlungsrahmen hat sich verändert.

## Figuren

### Familie Krause

#### Dieter Krause (Tom Gerhardt)
Dieter Krause ist Familienvater und halbtags Hausmeister der Wohnanlage Kalker Weg 5 in Köln-Kalk, in der er auch die Hausmeisterwohnung bewohnt. Er fungiert gerne und oft als eine Art Blockwart und sorgt mit rabiaten Methoden für Ordnung – in dem Sinne, wie er sie versteht. Infolgedessen gerät er immer wieder mit den Mietern aneinander, die seiner Meinung nach notorisch und böswillig gegen die Hausordnung verstoßen. Deshalb kommt es auch regelmäßig zum Streit mit dem Hausverwalter, Herrn Makielski. Dieser bekommt in einigen Folgen auch versehentlich Dieter Krauses Lieblingsgericht ins Gesicht geknallt, Sülzkotelett. Da er auch wegen kleinster Bagatellen ständig bei der Polizei anruft, ist er dort bereits bekannt und wird auch bei wichtigeren Angelegenheiten nicht mehr ganz ernst genommen, kann also von dort keine Hilfe erwarten. Seine Anrufe bei der Polizei laufen stets nach dem gleichen Schema ab: „Juten Tach, Herr Wachtmeister! Hier Krause... Ja jenau, DER Krause...“. Daraufhin schildert Dieter in maßlos übertriebener Form das von ihm als solches wahrgenommene „Verbrechen“, so bezeichnet er beispielsweise (Staffel 1, Folge 11, „Die Erbtante“) die am schwarzen Brett aushängende Ankündigung einer WG-Party als „Bekennerschreiben“ eines „terroristischen Anschlages“. Er bricht jedoch stets mitten im Satz ab, weil in der Leitung nur noch ein Tuten zu hören ist, wodurch klar wird, dass der diensthabende Polizeibeamte einfach aufgelegt hat. Dieter beklagt sich abschließend über die vermeintliche Unzuverlässigkeit der Polizei und sieht sich dadurch nur noch mehr darin bestätigt, das Recht nun in die eigene Hand nehmen zu müssen.
Die Hausmeistertätigkeit ist für Dieter nicht bloß eine Arbeit, sondern Lebenseinstellung und -inhalt. Er ist „immer im Dienst“, auch wenn er nur eine Halbtagsstelle hat. Entsprechend trägt er stets – sogar in der Wohnung – Arbeitskleidung, die aus einem grauen Arbeitskittel sowie Cordhut besteht. Dieters größter Traum ist die Erlangung der heiß begehrten Ganztagsstelle, doch jedes Mal, wenn die Aufstockung seiner Stelle ansteht, zieht er sich mit seinem Übereifer den Zorn Makielskis oder des Hauseigentümers zu. Allerdings erhält er die Stelle in der Folge „Das Wunder“, aufgrund eines Irrtums. Ob das Stellenangebot danach zurückgezogen wurde, ist unbekannt, am Ende der Folge hat er jedoch den Vertrag in der Tasche.
Sein großes und einziges Hobby ist sein Dackel Bodo und der dazugehörige Kölner Dackelclub KTC 1881 e. V., dem er seit 1973 angehört. In diesem Club hat Dieter zwar das Amt des Schriftführers inne, lässt aber keine Gelegenheit zur Intrige aus, um das Amt des Präsidenten zu erlangen, wobei er immer scheitert.
Dieters Einstellung entspricht dem „Radfahrerprinzip“: Nach oben buckeln, nach unten treten. Gegenüber Makielski („Lieber Herr Vorjesetzter“), dem Eigentümer der Wohnanlage, dem Präsidenten des Dackelclubs („Karl, mein Präsident!“) sowie Polizisten und Autoritätspersonen aller Art verhält er sich äußerst unterwürfig – nicht ohne hinter ihrem Rücken über sie zu lästern. Die Mieter und anderes „Gesocks“ behandelt Dieter dagegen herablassend. Dabei kann sich die Haltung je nach Einschätzung der vermeintlichen aktuellen Kräfteverhältnisse binnen Kurzem mehrfach ändern.
In vielen Folgen gerät Dieter in Zeitnot, wenn zwei besondere Ereignisse aufeinanderfallen. Immer enden seine Versuche, Dackelclub, dienstliche Verpflichtungen und Familie unter einen Hut zu bringen, in totalem Chaos.
Der Schauspieler Tom Gerhard (eigentlich Thomas Justin Fritz Gerhard) wohnt im wirklichen Leben in Köln-Lindenthal, in unmittelbarer Nachbarschaft der Universitätsklinik Köln.

#### Elisabeth Krause (Irene Schwarz)
Elisabeth Krause (geb. 1962 als Elisabeth Küppers), auch „Lisbeth“ oder „Lissi“ genannt, ist seit 1978 die Ehefrau von Dieter Krause. Sie ist Hausfrau und gute Seele der Familie. Kritik an bestehenden Zuständen äußert sie meist allenfalls moderat durch den Satz „Das ist aber unschön“. Dann und wann träumt sie von einem Leben in Wohlstand mit gelegentlichen Urlaubsreisen nach Wipperfürth. Die Allüren ihres Mannes bringen sie oft zur Verzweiflung, besonders wenn er es wieder schafft, die ihm angebotene Ganztagsstelle durch seine eigene Dummheit zu verspielen. Außerdem belastet es sie sehr, dass Dieter seit über 10 Jahren nicht mehr mit ihr geschlafen hat. Lisbeth genießt zur Entspannung häufig eine Tasse Kaffee.
Lisbeth ist Dieter meistens im Denken, in der Vernunft und im Mitgefühl voraus; sie versucht besorgt, ihm aberwitzige Aktionen auszureden, und erkennt Gefahren und Hintergründe, wenn er noch lange Zeit ahnungslos bleibt. Manchmal allerdings lässt das Drehbuch auch sie unverfroren spießbürgerliche Ansichten oder sogar Bösartigkeiten Dieters teilen, etwa bei Tommies vermeintlicher Homosexualität oder ihrer Erbtante, die von Dieter und ihr aus dem Haus geworfen wird, weil sie ihnen statt Immobilien scheinbar nur ihre Katze vererben wollte.

#### Carmen Krause (Janine Kunze)
Carmen ist die Tochter von Dieter Krause. Sie ist sehr attraktiv, nicht besonders intelligent, hat aber eine gewisse Bauernschläue. Möglicherweise spielt ihr Vorname auf die gleichnamige Oper an. Sie hat ständig neue Verehrer, von denen besonders Mustafa ihrem Vater ein Dorn im Auge ist. Von denen lässt sie sich großzügig aushalten, als sich allerdings einmal ein Geschenk als Plagiat „Made in Korea“ erweist, zeigt ihre Äußerung: „Der Luigi, die Sau!!! – Und dafür bin ich mit dem hochgegangen!“ ihre wahre Einstellung. Öfter steht sie auch vor einer Hochzeit, die am Ende doch platzt. Carmen macht eine Frisörlehre, beendet diese aber nie, da sie immer wieder durch die theoretische Prüfung fällt. Ihr Outfit ist sehr freizügig (extrem kurze Miniröcke, tiefe Dekolletés, viel Schminke); nebenbei verdient sie sich Geld als Gogo-Tänzerin. Die ihr vermeintlich bevorstehende große Filmkarriere stellt sich als Pornoproduktion heraus, was sie aber nicht mitbekommt. Von sonstiger „Arbeit“ hält sie wenig; sie verbringt viel Zeit mit Faulenzen, dem Lackieren von Fuß- und Fingernägeln, dem Lesen von Frauenzeitschriften und dem Besuch von Kölner Clubs. Carmens große Stunden schlagen immer dann, wenn die Krauses wieder einmal chronisch „abgebrannt“ sind und sich ihr jeweils neuer Lover als vermeintlich wohlhabender und großzügiger Retter der familiären Finanzmisere abzeichnet. Dementsprechend versucht Dieter auch hin und wieder, Carmens jeweiligen Gefährten als Mäzen oder gar als Neumitglied für den Dackelclub zu gewinnen, um sich dort zu profilieren. Bei den Verehrern handelt es sich jedoch in aller Regel um klischeehafte Prolls, schmierige Besitzer billiger Bars und Clubs sowie um eher zwielichtige Gestalten u. a. aus dem Kleinkriminalitäts- oder Rotlichtmilieu, was dem Zuschauer stets vom ersten Moment an klar ist, jedoch von Carmen, Lisbeth und Dieter aufgrund ihrer Naivität oder infolge von Missverständnissen nicht oder erst (zu) spät erkannt wird. Die Hoffnung auf finanzielle Hilfe, sozialen Aufstieg etc. findet daher stets ein jähes Ende, ebenso werden die – von Dieter im Vorfeld großspurig angekündigten – finanziellen Zuwendungen für den Dackelclub niemals Wirklichkeit.

#### Thomas „Tommie“ Krause (Axel Stein)
Der korpulente, etwas einfältige Sohn „Tommie“ (Thomas, von seiner Schwester Carmen wegen seiner Leibesfülle auch „Fettie“ genannt) fällt in seiner Sprache besonders durch Benutzung von Inflektiven wie „schluck, schluck“ und „britzl, bratzl“ auf. Zur bevorzugten Wortwahl gehören auch „Ey wabbel, wabbel, schwabbel, schwabbel“, „Geil, ey!“, „Ey, normaaal!“ und „Voll die Seuche, ey!“. Tommie trägt, besonders in den frühen Staffeln, meist Shorts bzw. Trainingshose, T-Shirt und Pudelmütze. Er hat Probleme, seinen jugendlichen Sexualtrieb unter Kontrolle zu bekommen. Zudem ist er sehr schlecht in der Schule, außer in Sexualkunde. Zudem besitzt er eine ausgesprochene Vorliebe für Splatterfilme sowie Pornofilme und -hefte. In der 2. Folge der 7. Staffel Die Jungfrau wird seine überraschende zeichnerisch-künstlerische Begabung deutlich. Die Rolle des Tommie bei Hausmeister Krause entspricht im weitesten Sinne der Rolle des Tommie aus Gerhardts Film Voll normaaal von 1994.
Trotz dieser groben Äußerlichkeiten zeigt Tommie jedoch, als jüngstes Familienmitglied (* 1986), möglicherweise den sensibelsten, wenn nicht aufrichtigsten Charakter von allen. Häufig sieht man ihn in Notsituationen, die er aber im Gegensatz zu seinem Vater nicht selbst verschuldet hat, sondern die er als jugendliches Opfer erleidet (z. B. die nicht akzeptierte türkische Freundin Ayshe, der Verstoß aus der Familie als vermeintliches Kuckuckskind und eben auch seine vergebliche Suche nach Sexualität). Denn im Grunde ist Tommie derjenige in der Familie, welcher am wenigsten in der Hand hat: Weder die Autorität und Abgebrühtheit seiner Eltern, vor denen er letztlich fast immer kleinlaut wird, noch die Attraktivität seiner älteren Schwester, geschweige denn jeglichen anderen sozialen Erfolg. Dementsprechend hat Tommie am wenigsten den Glauben an die eigene Überlegenheit, andere um den Finger zu wickeln und auszunutzen; vielmehr beschränkt er sich auf jugendlichen Schabernack, der allerdings manchmal übers Ziel hinaus schießt. Beispielsweise belästigt er Carmens Freundin Jazzy beim Duschen, greift Klassenkameradinnen in den Intimbereich und fordert in der Folge „Romeo und Julia“ zwei Mitschülerinnen auf, splitternackt vor seiner Videokamera zu tanzen.

#### Dackel Bodo
Bodo, mit vollem Namen Bodo von der Hermannsklause, ist Dieter Krauses reinrassiger Kurzhaardackel. Er wird von Dieter so sehr verwöhnt, dass familiäre Interessen außen vor bleiben, selbst Lisbeths Geburtstag. Die Geschichten vieler Episoden drehen sich direkt oder indirekt um Bodo. Unter anderem versuchen Lisbeth, Carmen und Tommie in einer Folge, Bodo umzubringen. Im Laufe der Serie wird Bodo zum Drogenspürhund („Drogendackel“ („DD“)) und zum Rettungsdackel erhoben. In der Folge Bodo hat die Schnauze voll (Staffel 7) kann man Bodos Gedanken hören, gesprochen von Manuel Straube. In der Folge Der Feind aus Frankfurt (Staffel 6) äußert er diese, indem er seine Leckerli-Buchstaben zum Wort „Judas“ anordnet und Krauses Verrat an seinem Club kommentiert.

### Weitere Hauptrollen

#### Herr Makielski (Jürgen Tonkel)
Günther Makielski ist der Hausverwalter und damit der Einzige, der Dieter halbwegs in Zaum halten kann. Aufgrund der rabiaten Art, mit der Dieter gegen Mitbewohner vorgeht, hat er oft Probleme mit Herrn Makielski. Makielski ist meistens gutherzig und freundlich, kann aber auch ungehalten werden, wenn er (was häufig vorkommt) zufällig Opfer von Dieters Rachefeldzügen gegen Mieter oder sonstige „kriminelle Elemente“ wird. Dieter Krause schmeichelt ihm während seiner Anwesenheit („Lieber Herr Vorjesetzter“). Nachdem Makielski nach einem Streit gegangen ist, wird er von Krause häufig als Affe, alter Affe oder blöder Affe bezeichnet. Makielskis Rolle vertritt das Bildungsbürgertum in der Serie. Herr Makielski hat die Befugnis, Dieter zu entlassen, wozu es aber aus verschiedenen Gründen nie kommt, zumindest nicht endgültig. Auch Makielskis Frau Sybille tritt in einigen Folgen auf. Sie wurde von drei verschiedenen Schauspielerinnen dargestellt.

#### Dackelclub KTC
Der Dackelclub KTC (Kölner Teckel Club) 1881 e. V. ist Dieters einziges Hobby. Entsprechend lässt er alles stehen und liegen, wenn die Pflicht zur Clubsitzung ruft oder ein sonstiges Anliegen seiner Dackelkameraden das Erscheinen verlangt.
Der Club selbst ist sehr militaristisch aufgebaut und im Allgemeinen eine Satire auf die deutsche Vereinsmeierei. So müssen Mitglieder („Kameraden“), die das Wort ergreifen, sich erheben und strammstehen; dies nur nach vorheriger Genehmigung durch den Präsidenten. Bei den Clubsitzungen herrscht Uniformpflicht, diese sind mit Orden für Verdienste um den Dackel und sonstigen Auszeichnungen vollgehängt. Das Clubleben ist von militaristischem Zeremoniell geprägt, angefangen vom Befehlston („Die ganze Dackelrotte: Sitz!“) über Einmärsche mit Trommelbegleitung bis hin zum rituellen Aufsagen von Credos („Alles für den Dackel ...“). Hinzu kommt das Absingen von Liedern mit Parallelen zum Nationalsozialismus; so hat das Dackellied Die Schnauze hoch, die Leine straff gezogen die Melodie des und textliche Nähe zum Horst-Wessel-Lied. An den Nationalsozialismus erinnern auch die Dienstgrade im Dachverband des Clubs; so gibt es einen Gauleiter und einen Oberrudelführer. Manche Äußerungen haben Bezug zum Zweiten Weltkrieg, so „In Stalingrad war’s kälter!“ Außerdem hängt ein Bild neben der Club-Theke, auf dem der Präsident ähnlich posiert wie Adolf Hitler.
Vom Club bzw. vom Dachverband werden zahlreiche teilweise obskure Festlichkeiten veranstaltet wie die Dackelolympiade, die Welpenweihe oder gar eine Prozession, bei der ein ausgewähltes Exemplar (in der Regel das des Präsidenten) in einer Sänfte – dem Teckolonium – wie eine Reliquie herumgetragen wird. Im Club herrscht ebenso das „Radfahrerprinzip“: Nach oben buckeln, nach unten treten. Unterrangige Mitglieder werden wie Untergebene behandelt, ranghöheren – insbesondere vom Dachverband – wird dagegen mit geradezu kriecherischem Respekt begegnet.
Die neben Dieter namentlich bekannten Clubmitglieder sind: Karl (u. a. Hans-Martin Stier), Günter (Jens Kraus), Herbert (Detlev Redinger), Hubert (Konrad Adams), Helmut (Thomas Scheibe), Horst (Thomas Bauer). Bei Treffen des Clubs sind meistens sechs Personen anwesend.
Die anwesenden Mitglieder sind immer Männer, allerdings gibt es eine Unklarheit: In der 1. Folge der Staffel 7, Frau wider Willen, bekommen die Clubmitglieder am „Tag der Sittentreue“ das Gauabzeichen in Silber, da nach Aussage von Präsident Karl und dem Gauleiter der Verein nur männliche Mitglieder hat (Frauen werden wohl nicht gern gesehen, da seit deren Aufnahme die Disziplin in manchen Clubs leidet). Dagegen erwähnt Karl in der allerersten Folge Der Hochzeitstag, dass auch Lisbeth Krause bei Dieters Aufnahme miteingetragen wurde. Sie war zwar nie anwesend, hat aber dennoch Stimmrecht: Bei der durchgeführten Präsidentenwahl verhinderte sie Dieters Amtsübernahme, da sie verärgert war, dass er ihren Hochzeitstag vergessen hatte.
Zudem wird der Club in der 1. Folge der Staffel 2, Carmen ist schwanger, mehrfach KTC 1871 e. V. genannt (durch den Präsidenten beim Besuch in Krauses Wohnung zwecks Gratulation zur Schwangerschaft sowie kurz vor Ende der Folge).

#### Herbert Fink (Detlev Redinger)
Herbert Fink ist der beste Freund Dieters und ebenfalls Mitglied im Dackelclub; sein Dackel heißt Horsti. Nicht nur aufgrund seines äußeren Erscheinungsbildes (Pullunder, Hornbrille, schwarzes, gescheiteltes Haar) entspricht er dem Stereotyp des „ewigen Junggesellen“, er ist zudem äußerst schüchtern, bereits über vierzig, ohne jemals eine Freundin gehabt zu haben, und stottert extrem. Er ist arbeitslos und wohnt immer noch bei seiner Mutter, die sein Taschengeld streng rationiert und ihn hin und wieder auch schon mal verhaut. Herbert ist unsterblich in Dieters Tochter Carmen verliebt, wovon diese jedoch wenig begeistert ist. All diese Umstände werden von Dieter gerne ausgenutzt, um den einfältigen Herbert in seine Pläne zur Aufrechterhaltung der Hausordnung einzuspannen; meist geht es dabei darum, dass Herbert den Köder für vermeintliche Triebtäter, Räuber oder Drogendealer spielen soll. Meldet der – zumeist berechtigte – Bedenken an oder weigert sich gar, schafft es Dieter meist, ihn mit der angeblichen Aussicht auf eine glückliche Zukunft mit Carmen doch von der Bedeutung seines Einsatzes zu überzeugen, was dann aber fast immer im Fiasko endet. Durch sein extremes Stottern liefert Herbert einige Running Gags der Serie. Vor allem bei Wörtern, die mit „Po“, „Ti“ oder „Mu“ beginnen, kommt es regelmäßig zu Peinlichkeiten. Immer, wenn Herbert (meistens spontan) auf Carmen trifft, begrüßt er sie mit „Ooohhh! Ca...Ca...Carmen!“, was von Carmen in herabwürdigender Absicht mit „Ooohhh! He...He...Herbert!“ beantwortet wird. Außerdem stottert er beim Aufsagen des Credos im Dackelclub („Alles für den Dackel, alles für den Club, unser Leben für den Hund!“) auf das Wort „Hund“, wodurch er für den Spruch stets einen Augenblick länger braucht als die anderen Mitglieder. Herbert ist anfänglich noch „Jungfrau“, hat aber später doch Verkehr: In dem Glauben, seine geliebte Carmen zu beglücken, „besteigt“ er in deren Zimmer unwissentlich die dort schlafende Mutter Lisbeths und verkündet die neue Ära mit den stolzen Worten: „D...D...Dieter – jetzt bin ich ka...ka...keine Jungfrau mehr!“ Und tatsächlich wird Herbert biologischer Vater, allerdings in einem anderen Zusammenhang und ohne dies je zu erfahren: Bei einer Rempelei in der Praxis eines Reproduktionsmediziners wird „seine Dose“ der Sperma-Spende mit der von Herrn Makielski verwechselt. Dieser verkündet wenig später stolz seine neue Rolle als werdender Vater. Als seine Mutter stirbt, gründet Herbert mit Dieter einen eigenen Dackelclub.

#### Karl Göbel (Hans-Martin Stier (1999; 2004–2010), Peter Uwe Arndt (2001), Wolf-Dietrich Berg (2002–2004))
Karl Göbel ist der Präsident des Dackelclubs KTC 1881 e. V. Er hat eine Glatze und (je nach Schauspieler) eine Brille. Karl führt seinen Club mit eiserner Hand („Die ganze Dackelrotte: Sitz!“) und unangefochtener Autorität; Bestrebungen anderer Clubmitglieder, in der Hierarchie aufzusteigen, werden im Keim erstickt. Der Präsident ist der Stereotyp des altpreußischen Militärs. Die Figur Karl Göbel wurde als einzige Hauptrolle in der Serie von verschiedenen Schauspielern verkörpert. Hans-Martin Stier verkörperte bereits in Voll normaaal einen Vorgesetzten des Dackelclubs namens Hubert Maulhofer.

### Wiederkehrende Nebenrollen

#### Herr Ralf Fritsch (Gudo Hoegel)
Ralf Fritsch ist ab der 3. Staffel (vorher: Herr Klaus Hartmann, gespielt von Andreas Borcherding) der Haupteigentümer der Wohnhausanlage am Kalker Weg und eine Karikatur von Reiner Calmund. Er ist ein skrupelloser Kölner Unternehmer, der mit dem Müllverbrennungsgeschäft (die Firma seines Unternehmens lautet „Multi-Müll“) reich geworden ist und den Aufstieg aus der Unterschicht geschafft hat. Er besitzt weitere Wohnungen im „wildromantischen“ Köln-Porz. Seine Tochter Evelyn (Judith Hoersch in Folge 3.7), eine typische verzogene Göre, hütet er wie seinen Augapfel. Falls ihm jemand in die Quere kommt, hört man von ihm oft den Satz: „Den zünd' isch an!“ In der 2. Folge der 7. Staffel „Die Jungfrau“ tritt sein schüchterner Sohn Florian (Frederic Welter) in Erscheinung, der gerne Gedichte schreibt und fast Carmen heiratet.

#### Hubert (Konrad Adams)
ist der Vizepräsident des Clubs und feindet Dieter ständig unverhohlen an. Er hätte es am liebsten, wenn Dieter aus dem Club ausgeschlossen würde und intrigiert gegen ihn. Seine Position als Vizepräsident wackelt manchmal, allerdings sorgt Dieter durch ein Unglück oder Missgeschick selbst dafür, dass Hubert sein Amt letztendlich doch behält. Hubert ist künstlerisch begabt und wird vom Dackelclub hin und wieder mit der Gestaltung von Plakaten beauftragt. Dabei geht aber auch manchmal etwas schief, denn in der Folge „Dötzi, der Urdackel“ versah er Plakate zum „Tag der offenen Dackeltür“ mit dem Datum 31. Februar, worauf niemand erschien und dem Club eine Strafe drohte.

#### Die Hippies Rudolf (Christian Wittmann) und Gesine (Melanie Manstein)
wohnen im selben Haus wie die Familie Krause. Sie konsumieren verschiedene Drogen, wie Haschisch, Speed, „Magic Mushrooms“ und Tollkirschen. Dieter dringt häufig selbstgefällig in die Wohnung der Wohngemeinschaft ein. Er vermutet dort Ungeziefer und (nicht zu Unrecht) Drogen. Das Paar dient ständig als Sündenbock, was auch immer im Haus passiert. Auch genannt: die „verdammigten Marihuna-Raucher“ oder „die dreckelige Wohngemeinschaft da“.

#### Mario (u. a. David Lütgenhorst)
ist Tommies italienischer Freund. Zusammen sind die zwei ein unschlagbares Team und verursachen viel Unordnung. In den beiden Spielfilmen Voll normaaal und Ballermann 6 spielt Mario neben Tommie (dort gespielt von Tom Gerhardt) die Hauptrolle und wird von Hilmi Sözer verkörpert. In der Serie ist er nur eine Nebenfigur, die von unterschiedlichen Schauspielern – meistens David Lütgenhorst – dargestellt wird.

#### Frau Wermelskirchen (Ruth Küllenberg)
ist eine ältere Dame, die im selben Haus wie die Familie Krause in einer der oberen Etagen wohnt.

Im Gegensatz zu den meisten anderen Mietern hat Dieter nichts gegen sie und begegnet ihr stets freundlich („Juten Tach, Frau Wermelskirschen!“); Frau Wermelskirchen hingegen ist Dieter gegenüber äußerst kurz angebunden und reagiert auf ihn manchmal regelrecht verängstigt, da sie, ähnlich wie der Hausverwalter Herr Makielski, des Öfteren ein unbeabsichtigtes Opfer von Dieters eigenmächtigen Maßnahmen gegen Ungeziefer oder vermeintliche „kriminelle Elemente“ wird.

In der Folge „Mord!“ (Staffel 2, Folge 13) fällt sie mehrfach in Ohnmacht, als Dieter mit seiner Flinte auf einen Marder schießt und Tommie sowie sein Freund Mario mit einem (von Dieter eigentlich für die Marderjagd vorgesehenen) Riesenböller eine Mülltonne in die Luft sprengen, in die Frau Wermelskirchen just in diesem Moment ihren Müll entsorgen will.

#### Rosemarie Küppers (Gigi Herr)
ist die Schwiegermutter von Dieter Krause (die Mutter von Elisabeth) und sieht in ihm einen Taugenichts und den Mann, der Schande über ihre Tochter gebracht hat. Dank ihres etwas aufbrausenden Charakters endet jeder Auftritt von ihr mit grotesken Gewaltszenen, bei denen Dieter körperlich verletzt wird. Dieters Antipathie gegenüber seiner Schwiegermutter verwundert deswegen kaum. Außer Dieter vermutet keiner einen Zusammenhang zwischen den Krawallen und ihrem Temperament.

#### Die Rohdereits (Sascha, gespielt von Michael Dierks, und Klaus, gespielt von Frank Reidock)
sind ein homosexuelles Paar, welches ebenfalls in Haus Nummer 5 lebt. Neben dem Kiffer-Paar werden sie immer als Erste verdächtigt, wenn es Probleme im Haus gibt. Gelegentlich besuchen beide die Schwulenbar Club Mausefalle, in deren Darkrooms gerne BDSM-Praktiken betrieben werden. Der Name ist eine Anspielung auf den ehemaligen Berliner Bürgermeister Klaus Wowereit, der ebenfalls in einer gleichgeschlechtlichen Beziehung lebt.

#### Gauleiter Weppel (Jochen Senf/Hendrik Arnst)
ist Chef einer übergeordneten Organisation des deutschen Dackelclubverbandes. Er erscheint sporadisch im Club, um Ehrungen vorzunehmen oder Probleme aus der Welt zu schaffen. Dieter lässt alle Treffen mit dem Gauleiter in einer Katastrophe für sich und seinen Club enden.

#### Frau Ricken (Maren Gilzer)
wohnt ein Stockwerk über Dieter Krause. Dieser findet sie sehr attraktiv und sie ist immer öfter das Objekt seiner Begierde. Dieter hat immer wieder Träume von sexuellen Handlungen mit ihr, allerdings wird er meist von seiner Ehefrau Lissi aus seinen feuchten Träumen gerissen.

#### Jazzy (Sara Kelly-Husain)
ist Carmens Freundin. Tommie findet sie sehr attraktiv, was er in mehreren Folgen zeigt.

#### Ayshe Göremek (Arzu Bazman)
ist Tommies Freundin. Ihre Familie ist sehr wohlhabend. Anfangs hat Tommies Familie ihm verboten, sich mit Ayshe zu treffen, da sie türkischer Herkunft ist und Dieter und Lissie von dem Klischee ausgehen, dass Ayshes Brüder mit Messern kommen und die Familie verprügeln würden. Als sie die finanzielle Situation herausbekommen, wollen sie allerdings, dass Tommie sie schwängert. Ayshe tritt nur äußerst selten auf.

#### Oberrudelführer Franz Rottmann (Lutz Michael)
ist öfter im Dackelclub, und es endet wie auch bei Besuchen des Gauleiters immer in einem Chaos.

#### Marielka (Carolin Spiess)
ist eine polnische Putzfrau. Lisbeth trifft Dieter mitunter in verfänglichen Situationen mit ihr an und wird eifersüchtig.

## Besetzung

### Hauptrollen
| Schauspieler  | Rollenname     | Folgen | Staffeln |
| ------------- | -------------- | ------ | -------- |
| Tom Gerhardt  | Dieter Krause  | 1–80   | 1–8      |
| Irene Schwarz | Lisbeth Krause | 1–80   | 1–8      |
| Janine Kunze  | Carmen Krause  | 1–80   | 1–8      |
| Axel Stein    | Tommie Krause  | 2–80   | 1–8      |

### Nebenrollen
| Schauspieler              | Rollenname                                                | Folge(n)    | Staffel(n) |
| ------------------------- | --------------------------------------------------------- | ----------- | ---------- |
| Detlev Redinger †         | Herbert Fink                                              | 1–80        | 1–8        |
| Hans-Martin Stier         | Karl Göbel # 1                                            | 1–13, 45–80 | 1, 5–8     |
| Jürgen Tonkel             | Günther Makielski                                         | 2–80        | 1–8        |
| Wolf-Dietrich Berg †      | Präsident vom Dackelverband Rheingau-Nord, Herr Maulhofer | 3           | 1          |
| Wolf-Dietrich Berg †      | Karl Göbel # 3                                            | 20–44       | 2–4        |
| Konrad Adams              | Hubert                                                    | 3–80        | 1–8        |
| Thomas Scheibe            | Helmut                                                    | 3–78        | 1–8        |
| Peter Uwe Arndt †         | Karl Göbel # 2                                            | 14–19       | 2          |
| Thomas Bauer              | Horst                                                     | 14–78       | 2–8        |
| Gudo Hoegel               | Ralf Fritsch                                              | 35–80       | 3–8        |
| Jochen Senf †             | Gauleiter Schröder                                        | 48–52       | 5          |
| Hendrik Arnst †           | Gauleiter Weppel                                          | 57–75       | 6–8        |
| Jens Kraus †              | Günter                                                    | 2–10        | 1          |
| Christian Wittmann        | Rudolf                                                    | 6–51        | 1–5        |
| Melanie Bianca Jung       | Gesine                                                    | 6–51        | 1–5        |
| Gigi Herr †               | Rosmarie Küppers                                          | 16–53       | 2–6        |
| Maren Gilzer              | Frau Ricken                                               | 12, 18, 36  | 1–3        |
| Sara Kelly-Husain         | Jazzy                                                     | 38–60       | 4–6        |
| Lutz Michael              | Oberrudelführer Franz Rottmann                            | 34–41       | 3–4        |
| David Lütgenhorst (u. a.) | Mario                                                     | 2–60        | 1–6        |
| Carolin Spiess            | Marielka                                                  | 61–66       | 6–7        |
| Michael Dierks            | Sascha Rohdereit                                          | 24–70       | 2–7        |
| Frank Reidock             | Klaus Rohdereit                                           | 24–70       | 2–7        |
| Arzu Bazman               | Ayshe Göremek                                             | 29–72       | 3–7        |

## Produktion und Dreh
Die Serie wurde in Studio 4 von Plazamedia auf dem AGROB-Gelände in München gedreht. Dort wurde wöchentlich an zwei Tagen geprobt und an zwei weiteren Tagen die Folge aufgezeichnet.

## Crossovers und Doppelbesetzungen
- In vier Folgen spielt Tom Gerhardt zusätzlich eine weitere Figur: In der Folge Der Sittenstrolch (Staffel 1) einen debilen Exhibitionisten, in Mord! (2) einen schizophrenen Massenmörder sowie in den Folgen Onkel Eddy (Staffel 3) und Voll die Bescherung (8) Dieters stark kleptomanischen Bruder Eddy. Die ersten zwei Rollen knüpfen an Gerhardts Figur „Heinz“ an, während Eddy Parallelen zu „Tommie“ aus Voll normaaal zeigt und sich deswegen auch bestens mit seinem Serien-Gegenpart versteht.
- In der Folge Die Notoperation (Staffel 1) ist der von Jochen Nickel dargestellte Pornofilm-Kameramann „Frankie“ an die gleichnamige Figur aus dem Film Bang Boom Bang – Ein todsicheres Ding angelehnt.
- Sämtliche Mitglieder der Familie Krause tauchen bereits in Tom Gerhardts Film Voll normaaal von 1994 auf. Die Krauses besitzen dort ein bescheidenes Eigenheim. Tommie Krause arbeitet bereits in einer Kfz-Werkstatt. Der Rest ist nahezu identisch: Ihre Kleidung entspricht bis ins Detail der in der Serie; auch die bekannte Charakterisierung der Familienmitglieder ist ansatzweise erkennbar. Dieter Krause ist allerdings noch nicht so herrisch, dafür ist Carmen noch wesentlich zickiger. Auch der Dackelclub kommt bereits in Voll normaaal vor. Sowohl die Rolle des Tommie als auch die des Dieter Krause wird dort von Tom Gerhardt gespielt, Carmen wurde von Veronica Ferres verkörpert.
- Die Handlung mehrerer Folgen besteht teilweise aus Träumen von Dieter Krause, die ein albtraumartiges Ende haben und aus denen er meistens kurz vor Ende der Episode erwacht.
- Die achte Staffel von Hausmeister Krause – Ordnung muss sein wurde erst im Sommer 2010 weit nach Mitternacht auf Sat.1 ausgestrahlt, obwohl sie schon 2008 produziert worden war. In der letzten Episode „Das Ende“ verliert Dieter Krause seinen Job, wird aus dem Dackelclub ausgeschlossen und von seiner Familie verlassen (Tommie geht nach Mallorca, Carmen in den Irak, und Lisbeth zieht zu ihrem neuen und heimlichen Verehrer Olaf). Daraufhin gründet er mit seinem treuen Freund Herbert einen mobilen Hausmeisterservice und einen neuen Dackelclub, dessen Präsident er wird.
- In der Löwenzahn-Folge zum Thema Bionik hat Tom Gerhardt einen Gastauftritt als Hausmeister, der komplizierte Wegbeschreibungen gibt.
- Am 16. Oktober 2020 trat die „Familie Krause“ im Familien-Duell während Luke! Die Greatnightshow auf.[10]

## Gastauftritte
- In Folge 9 verkörpert Ralf Richter einen Polizisten.
- In Folge 17 spielt Martin Semmelrogge den „Lotto Mann“.
- In Folge 22 spielt Charles M. Huber Alexander Schmitz, den Vater von Patrick.
- In Folge 32 spielt Judith Richter eine Videotheksangestellte und in Folge 67 die Partnerin von Ralf Fritsch.
- In Folge 40 spielt Michaela Schaffrath eine neue Bewohnerin des Hauses namens Frau Carla Baumann.
- In Folge 48 hat der Schauspieler Phillipp Sonntag einen Auftritt als auf den Rollstuhl angewiesenen Kunstprofessor Harald Arendt.
- In Folge 51 spielt Katharina Gerhardt, die zum Zeitpunkt des Drehs 2005 mit dem Hauptdarsteller verheiratet war,[11] die Nachbarin „Frau Delling“.[12]
- In Folge 52 spielt Carsten Spengemann mit.
- In den Folgen 52, 56 und 67 tritt Bülent Ceylan als Mustafa auf.
- In Folge 61 hat Hans Werner Olm einen Auftritt als Sozialarbeiter Olaf.
- In Folge 64 spielt Willi Herren einen kriminellen Freund von Carmen (namens „Gerry“), der Freigang hat.
- In Folge 66 spielt Karl Dall den Obdachlosen Trinker Willi.
- In Folge 69 spielt Jochen Busse den Onkel Bodo.
- In Folge 74 spielt René Heinersdorff einen Ober.
- In Folge 75 hat Norbert Heisterkamp eine Episodenhauptrolle als Hausmeister und Boxer Rolf „Rasen Rolf“  Koschinsky.
- In Folge 76 spielt Nina Vorbrodt die Frau Peschken.
- In Folge 79 hat Sarah Tkotsch einen Gastauftritt als Eddy Krauses in Wipperfürth geborene, uneheliche Tochter.
- Der in einigen Folgen vorkommende Notarzt wird vom Regisseur der Serie, Geriet Schieske, gespielt.[13]

## Auszeichnungen
- 2002: Deutscher Comedypreis (Kategorie „Beste Comedy-Serie“)

## Theater
Hausmeister Krause fand auch den Weg auf die Bühne. Am 13. Januar 2022 feierte die Komödie Hausmeister Krause – Du lebst nur zweimal von Tom Gerhardt und Franz Krause im Theater im Rathaus in Essen ihre Uraufführung.